# Mukurumubi
Mukurumubi är ett periodiskt vattendrag i Burundi.   Det ligger i provinsen Cankuzo, i den nordöstra delen av landet, 140 km öster om huvudstaden Bujumbura.
Omgivningarna runt Mukurumubi är en mosaik av jordbruksmark och naturlig växtlighet. Runt Mukurumubi är det ganska tätbefolkat, med 90 invånare per kvadratkilometer.